# Martín Fierro
Martín Fierro is een Argentijnse speelfilm uit 1968, geregisseerd door Leopoldo Torre Nilsson. De film is gebaseerd op het gedicht Martín Fierro (1872–1879) van José Hernández.